# Nigramma saga
Nigramma saga là một loài bướm đêm trong họ Noctuidae.